# Cymophorus schoutedeni
Cymophorus schoutedeni är en skalbaggsart som beskrevs av Thierry Bourgoin 1929. Cymophorus schoutedeni ingår i släktet Cymophorus och familjen Cetoniidae. Inga underarter finns listade i Catalogue of Life.